# Agarest: Generations of War 2
Agarest: Generations of War 2, ou Agarest Senki 2 (アガレスト戦記2) au Japon, ou Record of Agarest War 2 en Amérique du Nord, est un jeu vidéo de rôle tactique sur PlayStation 3 et PC. Le jeu provient d'une collaboration entre Idea Factory et Red Entertainment.

## Série
1. Agarest: Generations of War (2007, PlayStation 3, Xbox 360, Windows)
2. Agarest: Generations of War Zero (2009, PlayStation 3, Xbox 360, Windows)
3. Agarest: Generations of War 2 (2010, PlayStation 3, Windows)